# チャイニーズブルー (曲)
「チャイニーズブルー」は、2022年2月25日にVirgin Musicから配信された、meiyoのメジャー3作目の楽曲。

## 背景
前作『クエスチョン』以来約2か月ぶりのリリースとなった。
本楽曲でテレビ東京系列で放送されたドラマ『鉄オタ道子、2万キロ』のオープニングテーマに使用され、自身初のドラマ主題歌となった。
本楽曲の配信開始日には、自身の楽曲「うろちょろ」のジャケットやミュージックビデオなどを手掛けた葛飾出身によるミュージックビデオが公開された。

## 収録内容
| #         | タイトル               | 作詞・作曲・編曲 | 時間 |
| --------- | ---------------------- | ---------------- | ---- |
| 1.        | 「チャイニーズブルー」 | meiyo            | 2:10 |
| 合計時間: | 合計時間:              | 合計時間:        | 2:10 |

## タイアップ
チャイニーズブルー
テレビ東京系列『鉄オタ道子、2万キロ』オープニング・テーマ